# Hadena abnormis
Hadena abnormis là một loài bướm đêm trong họ Noctuidae.